# Plánované zastarávání
Plánované zastarávání je výrobní politika udržení obratu způsobující, že se produkty opotřebují, zastarávají či jim končí životnost ještě předtím, než by skutečně potřebovaly obměnu. Je typické spíše pro oligopol („konkurenci“) než pro monopol, který produkuje i trvanlivé výrobky. Zastarávání výrobků je obvykle plánováno tak, aby byl výrobek provozuchopný po dobu záruční lhůty (dokonce existují i výjimky ze záruky jako je např. tzv. módní obuv). Kritici této politiky si stěžují, že jde o plýtvání penězi spotřebitelů, spotřebovávání cenných zdrojů a rozrůstání skládek. Plánované zastarávání je také někdy podporováno reklamou, která nabádá spotřebitele, že potřebuje výrobek nový, jinak nebude vyhovovat společenským měřítkům, která reklamní průmysl společnosti nastavuje, což je případ např. módního průmyslu. Tato praktika má potenciální výhody pro výrobce, protože spotřebitel k získání stálého užívání výrobku je nucen kupovat opakovaně, ať už od téhož výrobce (náhradní díl nebo novější model) nebo od konkurence, která se také může ve své výrobě opírat o plánované zastarávání. Další odvětvím, kde se často vyskytuje plánované zastarávání, je spotřební elektronika. Zákazníci někdy vyžadují nejnovější technické inovace, a to i v případě, že starší model stále funguje. Úmysl plánovaného zastarávání často nelze prokázat (může jít o cenový tlak a snahu ušetřit výrobní náklady či umožnit výzkum a vývoj), a tak se rodí i různé konspirační teorie. V USA v 60. a 70. letech se stává diskutovaným tématem. Ovšem existence konzumerismu a ekonomické statistiky důsledky potvrzují. Hospodářský a sociální výbor EU tedy začíná vystupovat proti plánovanému zastarávání.

## Metody
Některé způsoby, jak se dosahuje nutnosti kupovat nové výrobky:
- reklamní styl (módní diktát)
- nekompatibilita
- předem plánovaná životnost (jiný název je řízená životnost)
- využití tzv. kazítek
- záměrně opomenuté funkce
- nákladné opravy
- nedostupnost náhradních dílů
- vysoké ceny spotřebního materiálu (např. náplně počítačových tiskáren)
- chybí záruka na jisté části
- normativní a zákonné změny

## Příklady
- žárovky (kartel Phoebus firem General Electric, Osram a Associated Electrical Industries z roku 1924, po odhalení bylo omezení odstraněno roku 1953)[10]
- akumulátory (v „chytrých“ zařízeních například firmy Apple,[11] ale i dalších firem)[12]
- životněstylové automobily (General Motors)[13]

Podobně se například i zdravotnictví potýká s podezřením na udržitelnost počtu výkonů. Existují názory, že je zdravotnictví ovládané farmaceutickou lobby a tvoří tak medicínsko-farmaceutický komplex. Zastánci těchto názorů tvrdí, že se jedná o zdravotní a lékařskou „péči“, nikoli o „léčení“ příčin. 

## Plánované zastarávání ve výpočetní technice
Jev plánovaného zastarávání lze pozorovat také u výrobců softwaru a hardwaru. Výrobce programového vybavení podporuje aktuální verzi svého produktu jen po určitý čas od vydání a po uplynutí této lhůty (označované jako „životní cyklus“) podporu této verze (např. vydávání různých akutalizací a oprav chyb) cíleně ukončí.
Tím je na uživatele vyvíjen tlak, aby po skončení „životního cyklu“ zakoupil aktuální, podporovanou verzi softwaru.
Výsledkem je tak neustálé nakupování nového softwaru, a to i v případě, kdy by stávající verze softwaru svými funkcemi uživateli stačila.

## Kazítka

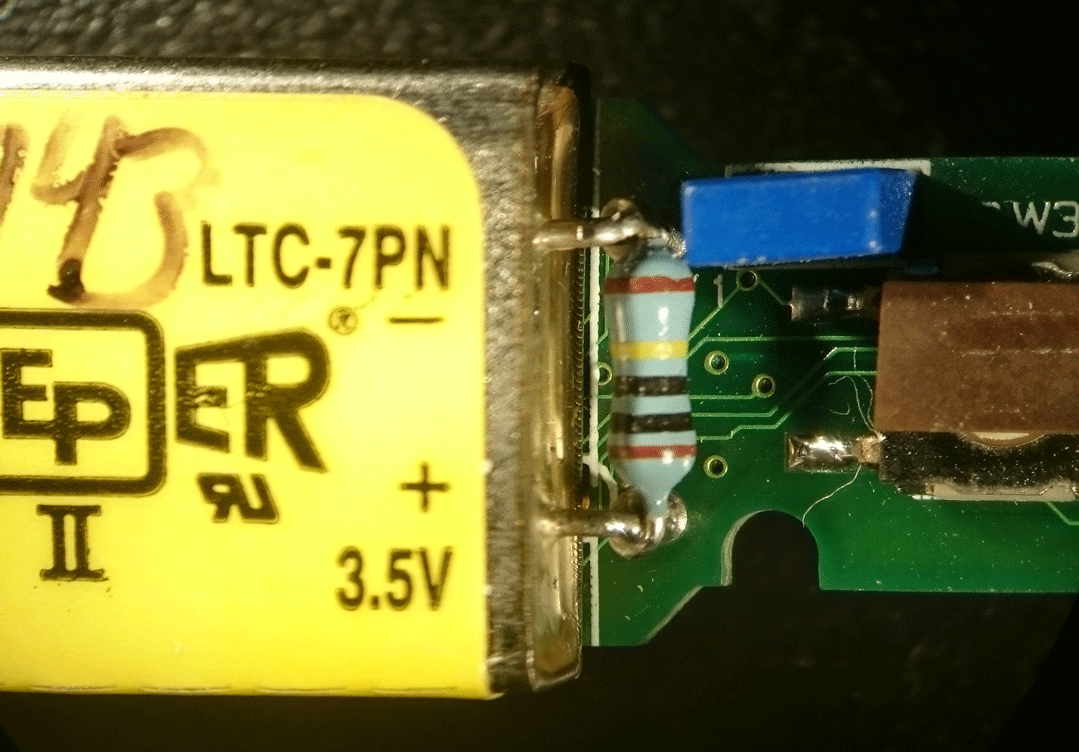
Rezistor, který neustále vybíjí baterii, navíc uživatelsky nevyměnitelnou.

Jako kazítko (lidově, nespisovně, vulgárně též kurvítko) se označuje součástka nebo specifická vlastnost výrobku, která způsobuje jeho menší časovou využitelnost. U čistě mechanických zařízení se může jednat o součástku, kterou nelze nahradit a jejíž selhání je naplánováno na období krátce po uplynutí záruky. U elektronických zařízení může být selhání přístroje naplánováno elektronicky, jako výsledek splnění algoritmu. Výrobci často existenci kazítek ve svých zařízeních popírají, ale některé státy sahají k legislativním opatřením, aby zamezily poškozování spotřebitelů. Ve Francii definovali montování kazítek (plánované zastarávání) pro využití v trestním právu jako „souhrn technik, s jejichž pomocí výrobce, a to zejména při samotné konstrukci výrobku, záměrně zkracuje jeho životnost nebo použitelnost, aby zákazníky přiměl k častější obměně. Praktiky zahrnují zejména záměrné využití vad, křehkosti, automatického nebo předčasného zastavení funkčnosti, technického omezení, nemožnosti opravy nebo nekompatibility.“
V Evropské unii je od roku 2021 zakázáno používat tzv. kazítka v pračkách, lednicích, myčkách nádobí a dalších domácích spotřebičích. Zároveň je nařízeno mít snadno k dispozici náhradní díly po dobu 10 let.